# Generaldebatte
Als Generaldebatte wird in Parlamenten eine Debatte bezeichnet, die die allgemeine Politik betrifft und für die keine speziellen inhaltlichen Vorgaben gelten.

## UN
Die UN-Vollversammlung wird mit einer Generaldebatte eröffnet, in der die Staatenvertreter ihre Positionen zu frei gewählten Themen der internationalen Politik darstellen. Diese wird vom Generalsekretär eröffnet. Typischerweise nehmen hochrangige Vertreter der Staaten, darunter viele Staats- und Regierungschefs als Redner an der Debatte teil.

## Deutschland
In Deutschland wird im Deutschen Bundestag die Aussprache über den Haushalt des Bundeskanzleramtes im Rahme der Debatte über den Bundeshaushalt traditionell zu einer Generaldebatte über die Politik der Bundesregierung genutzt. Die Debatte wird vom Bundeskanzler eröffnet, danach üben die Oppositionsparteien Kritik an der Politik der Bundesregierung.

## Österreich
In Österreich wird der Begriff Generaldebatte in leicht abweichender Form gebraucht. Gemäß Geschäftsordnung des Nationalrats besteht die zweite Lesung eines Gesetzes aus der allgemeinen Debatte über die Vorlage als Ganzes (Generaldebatte) und den Beratungen über einzelne Teile der Vorlage (Spezialdebatte) sowie danach den Abstimmungen.